# Dorfkirche Falkenberg (Berlin)

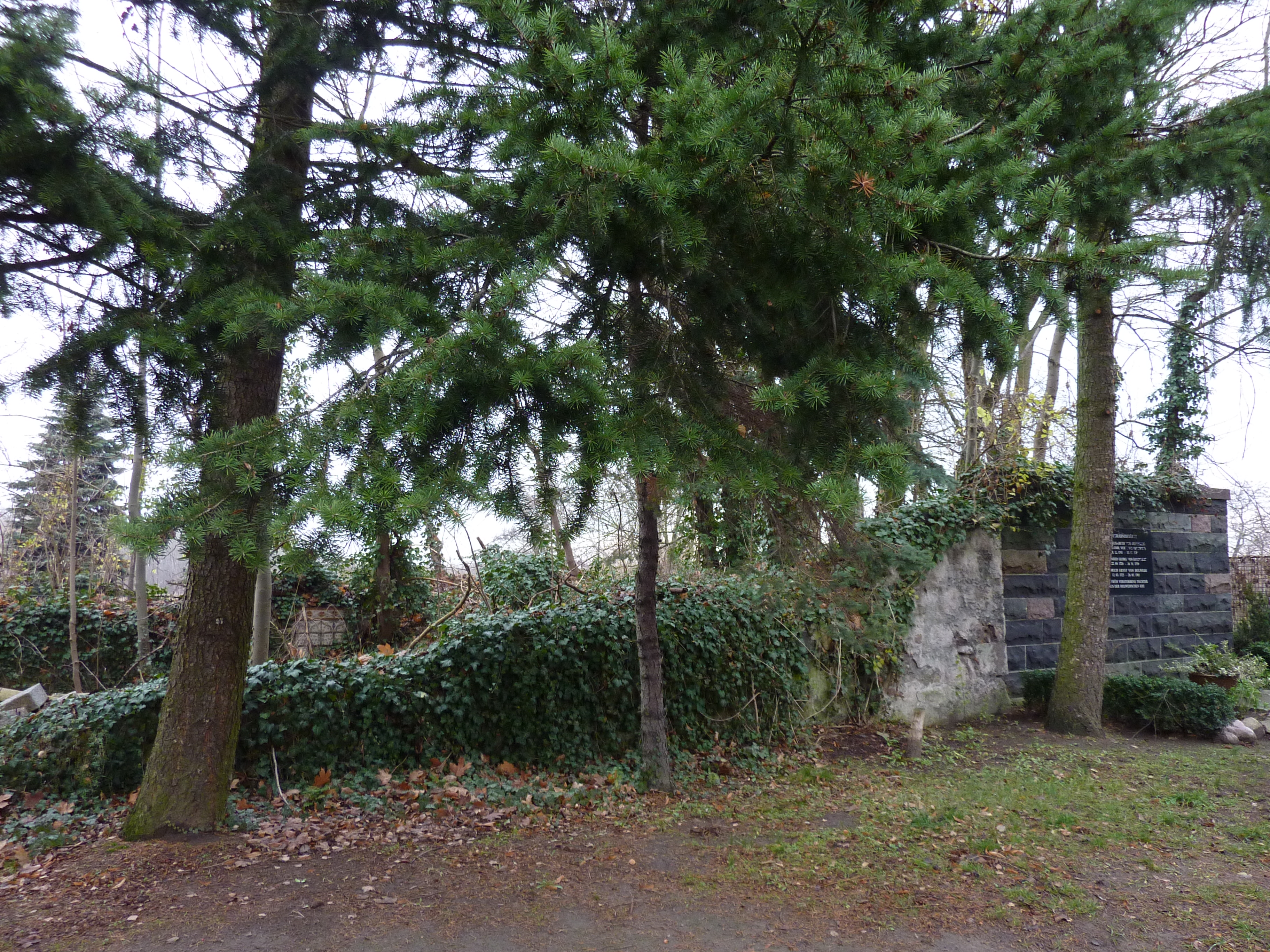
Überreste der Dorfkirche Falkenberg

Die Dorfkirche Falkenberg war eine gotische Feldsteinkirche in der damaligen Mark Brandenburg in Falkenberg, seit 1920 zu Berlin gehörend und seit 2001 ein Ortsteil vom Bezirk Lichtenberg von Berlin. Sie stand inmitten des Friedhofs auf der Nordseite der Dorfstraße. 

## Baugeschichte

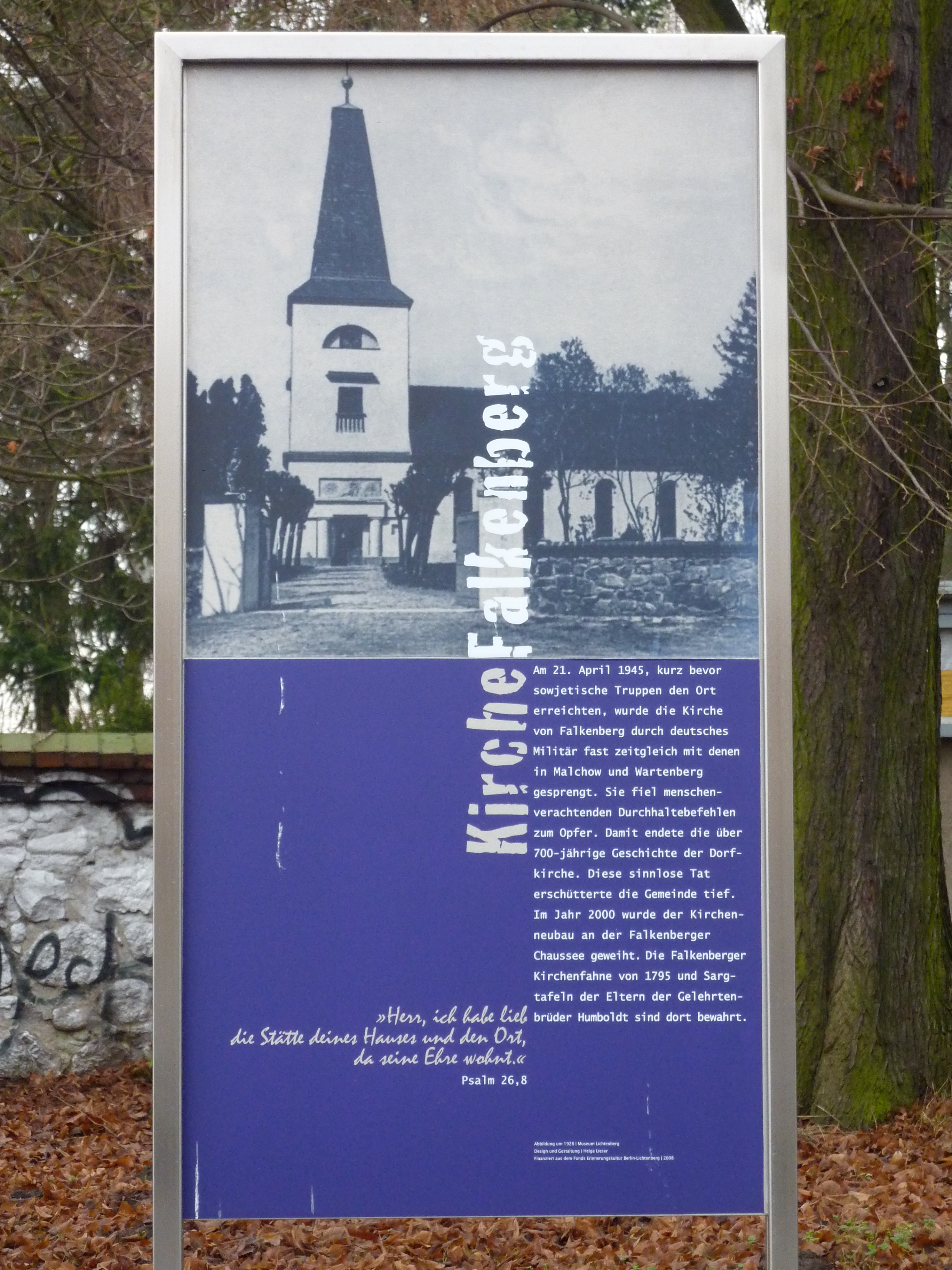
Gedenktafel vor dem Dorffriedhof

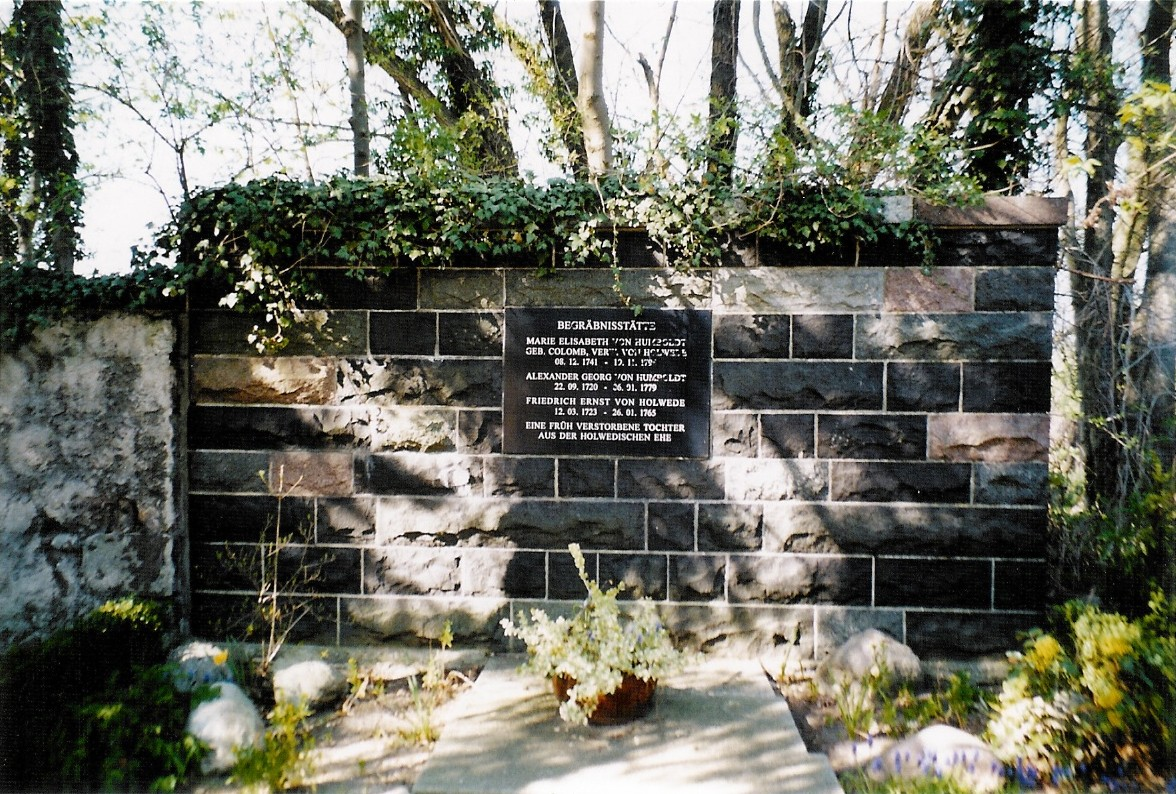
Begräbnisstätte Humboldt und Holwede an der Dorfkirchenruine

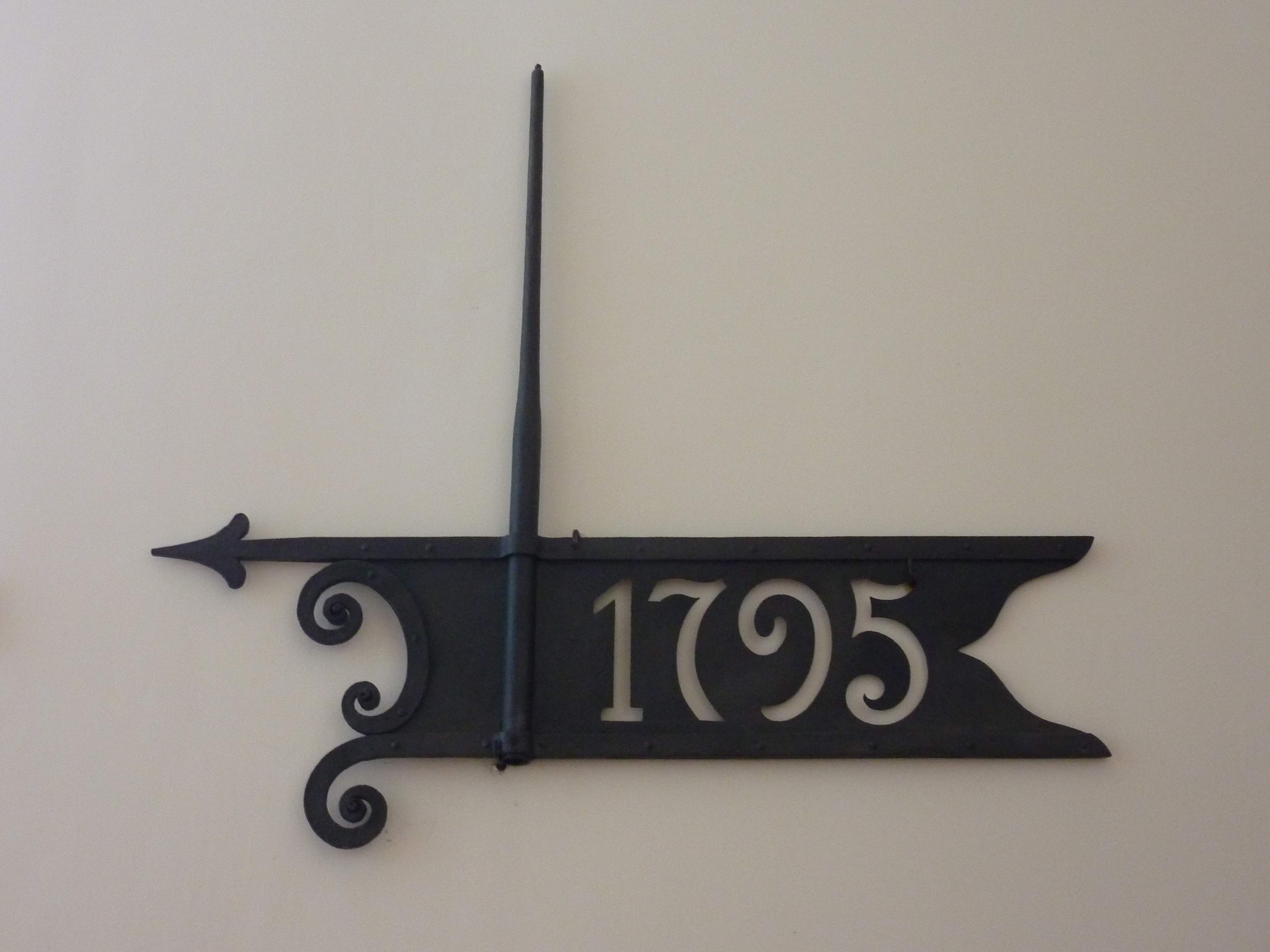
Wetterfahne der Dorfkirche, ausgestellt in der evangelischen Kirche zu Berlin-Wartenberg

Der Grundriss der einfachen, mit weniger sorgfältig gequadertem Feldsteinmauerwerk erbauten Kirche deutet auf eine Bauzeit in der ersten Hälfte des 14. Jahrhunderts. Die mittelalterliche Kirche war durch ein Südportal zugänglich. Sie wurde 1375 urkundlich ersterwähnt. 
1795 erfolgten größere Veränderungen, wobei vermutlich der östliche Anbau angefügt wurde. Dabei handelte es sich nicht – wie oft zu lesen – um einen eingezogenen Chor der Erbauungszeit, sonst hätte er einen langen First statt des Zeltdachs. Der ganze Bau wurde verputzt, so dass ein barocker Eindruck entstand, wozu auch die vergrößerten Gitterfenster beitrugen. Die spätgotischen Gewölbe wurden entfernt, und die Kirche erhielt einen massiven eingezogenen, quadratischen Westturm in klassizistischen, ägyptisierenden Formen, eine Modeerscheinung nach Napoleons Ägyptenfeldzug. Die Zeichnung Wohlers von 1834 gibt die Einmaligkeit des Turms nur unzureichend wieder. Ein besseres Bild findet sich auf der Schautafel an der Kirche. Die Wetterfahne trug die Jahreszahl 1795, das Jahr des Umbaus.
Am 21. April 1945 wurde die Kirche gemeinsam mit den benachbarten Dorfkirchen von Wartenberg und Malchow durch die Waffen-SS kurz vor der Räumung des Dorfs gesprengt, um der anrückenden Sowjetarmee die Möglichkeit zu nehmen, auf den Türmen Artilleriebeobachter zu platzieren.
Die Kirche wurde danach nicht wieder aufgebaut, sodass nur noch der Grundriss mit niedrigem Mauerwerk und die 1794/95 eingerichtete Gruft für die Eltern von Alexander und Wilhelm von Humboldt vorhanden sind. Bauherrin der Gruft war Marie-Elisabeth von Humboldt – die Mutter der Brüder und damalige Gutsherrin. Die Humboldt-Gruft befand sich zunächst im Turm und wurde um 1890 in den Ostteil der Kirche verlegt, um den Turmeingang wieder besser nutzen zu können. 1969 wurde die Gruft renoviert und mit einer Gedenktafel versehen.